# Ellen Colfax

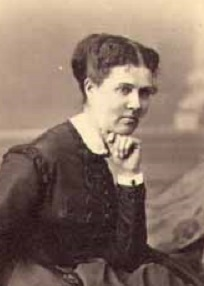
Ellen Colfax (1870)

Ellen Maria „Nellie“ Colfax (* 26. Juli 1836 in Andover, Ashtabula County, Ohio, als Ellen Maria Wade; † 4. März 1911 in South Bend, Indiana) war als Ehefrau von Schuyler Colfax (1823–1885) von 1869 bis 1873 Second Lady der Vereinigten Staaten.

## Leben
Ellen Maria Wade war eine Tochter von Theodore M. Wade, einem Farmer aus Ohio, der der Bruder des langjährigen US-Senators für Ohio, Benjamin Wade, war. Sie verlobte sich im Sommer 1868 mit Schuyler Colfax, dem damaligen Sprecher des Repräsentantenhauses. Die Hochzeit der beiden am 18. November 1868 fand nur wenige Tage nach der Nominierung Colfax’ für das Amt des US-Vizepräsidenten statt. Colfax hatte diese Nominierung unter anderem gegen die Kandidatur von Wades Onkel gewonnen. Die Hochzeit fand in Wades Elternhaus in Andover, Ohio, statt. In der Öffentlichkeit war Colfax fortan die Frau an der Seite ihres Ehemannes, eine Rolle, die bis dahin seine Mutter und seine Schwester übernommen hatten.
Bereits kurz nach der Hochzeit brach das Ehepaar zunächst nach Washington, D.C. auf; während der nächsten Monate richteten die beiden zudem in verschiedenen Städten Bankette aus. „Mrs. Colfax“ erfreute sich dabei in der Öffentlichkeit großer Beliebtheit. Während der Amtszeit ihres Ehemannes konzentrierte sich Colfax auf die Ausrichtung gesellschaftlicher Anlässe und dem Knöpfen gesellschaftlicher Kontakte. Mary Simmerson Cunningham Logan beschrieb in ihrer Autobiografie, dass Colfax – im Wissen um ihren Status als Second Lady und im Falle des Falles als mögliche zukünftige First Lady – darum bemüht gewesen sei, dem Umfeld der Washingtoner Politik „angemessen“ aufzutreten. Im April 1870 wurde das Ehepaar Colfax Eltern eines Sohnes, den sie ebenfalls Schuyler nannten.
Nach dem Tod ihres Ehemannes 1885 beriet sie die Bildhauerin Frances M. Goodwin, die beauftragt worden war, für die Vice Presidential Bust Collection des Senates der Vereinigten Staaten eine Büste anzufertigen. Colfax verstarb am 4. März 1911 in South Bend, Indiana, exakt 42 Jahre, nachdem ihr Ehemann zum US-Vizepräsidenten unter Ulysses S. Grant vereidigt worden war. Schon am 22. Dezember 1910 hatte der National Tribune, offenbar fälschlicherweise, den Tod von Colfax vermeldet, die bereits damals seit geraumer Zeit bei schlechter Gesundheit war. Die New York Times und die Washington Post hatten schon zwei Wochen zuvor gemeldet, dass Colfax „sehr krank“ sei und Freunde „sehr alarmiert“ wegen des Zustands der „betagten Dame“ seien.